# 2016년 에세카 열차 탈선 사고
2016년 10월 21일 카메룬 중앙 주 에세카에서 열차가 탈선하는 사고가 발생했다. 이 열차는 캄레일이 운영하는 야운데에서 두알라로 향하는 노선이다. 이 사고로 적어도 79명이 사망하고 551명이 부상당했다.